# Dolique asperge
Vigna unguiculata subsp. sesquipedalis
Pour les articles homonymes, voir haricot (homonymie).
Sous-espèce
Synonymes
- Dolichos sesquipedalis L. (basionym)
- Vigna sesquipedalis (L.) Fruwirth
- Vigna sinensis subsp. sesquipedalis (L.) Van Eselt.

Classification phylogénétique
Le dolique asperge ou haricot kilomètre (Vigna unguiculata subsp. sesquipedalis (L.) Verdc.), est une sous-espèce de plantes à fleurs de la famille des Fabacées. C'est une plante herbacée grimpante cultivée comme plante potagère pour ses gousses et graines comestibles. Elle peut être plantée avec le maïs qui lui sert de tuteur.
Nom scientifique : Vigna unguiculata (L.) Walp. subsp. sesquipedalis (L.) Verdc. famille des Fabacées (légumineuses), sous-famille des Faboideae, tribu des Phaseoleae, sous-tribu des Phaseolinae. Le terme latin sesquipedalis « d'un pied et demi » signale sa gousse très longue.
Noms communs : haricot asperge, pois kilomètre, haricot vert chinois, dolique à longue cosse/longues gousses, dolic asperge. de : Spargelbohne, en : yardlong bean, asparagus-bean, es : judía espárrago,.

## Description

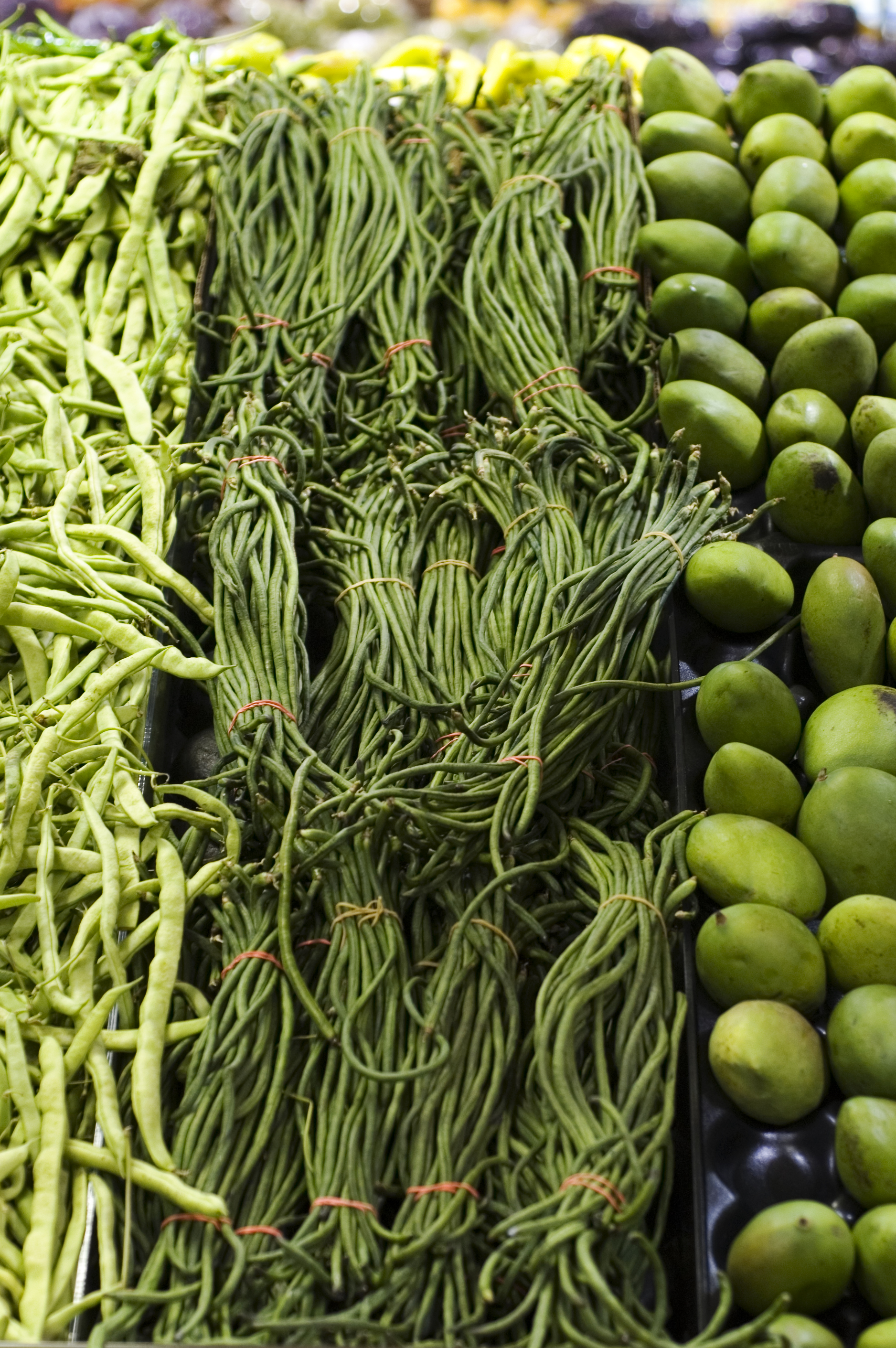
Haricot-kilomètres sur un étal.

C'est une plante herbacée grimpante, pouvant atteindre 3 à 4 mètres de hauteur. Les feuilles trifoliolées, à folioles triangulaires, à sommet pointu, ressemblent à celle du haricot. Les fleurs jaunes violacé ont un long pédoncule. Elles sont solitaires ou groupées par deux.
Les gousses cylindriques, vert pâle sont remarquables par leur longueur, jusqu'à 80 cm à maturité, et même un mètre chez la variété 'dolique géante'. Ces gousses contiennent une dizaine de graines réniformes de couleur variée selon les variétés, rose, rouge, noir.

## Distribution
Probablement originaire d'Afrique.
Plante largement cultivée dans les régions tropicales et subtropicales, particulièrement en Asie.

## Utilisation
Se consomme principalement frais, sous forme de jeunes gousses, de 30 cm environ, comme le haricot vert, sans être aussi juteux et sucré. La saveur est un mélange de haricot et d'asperge.
Ses graines séchées, de qualité médiocre, s'utilisent, plus rarement, comme les autres haricots secs.